# Stachys ajugoides
Stachys ajugoides är en kransblommig växtart som beskrevs av George Bentham. Stachys ajugoides ingår i släktet syskor, och familjen kransblommiga växter. Inga underarter finns listade i Catalogue of Life.

## Bildgalleri

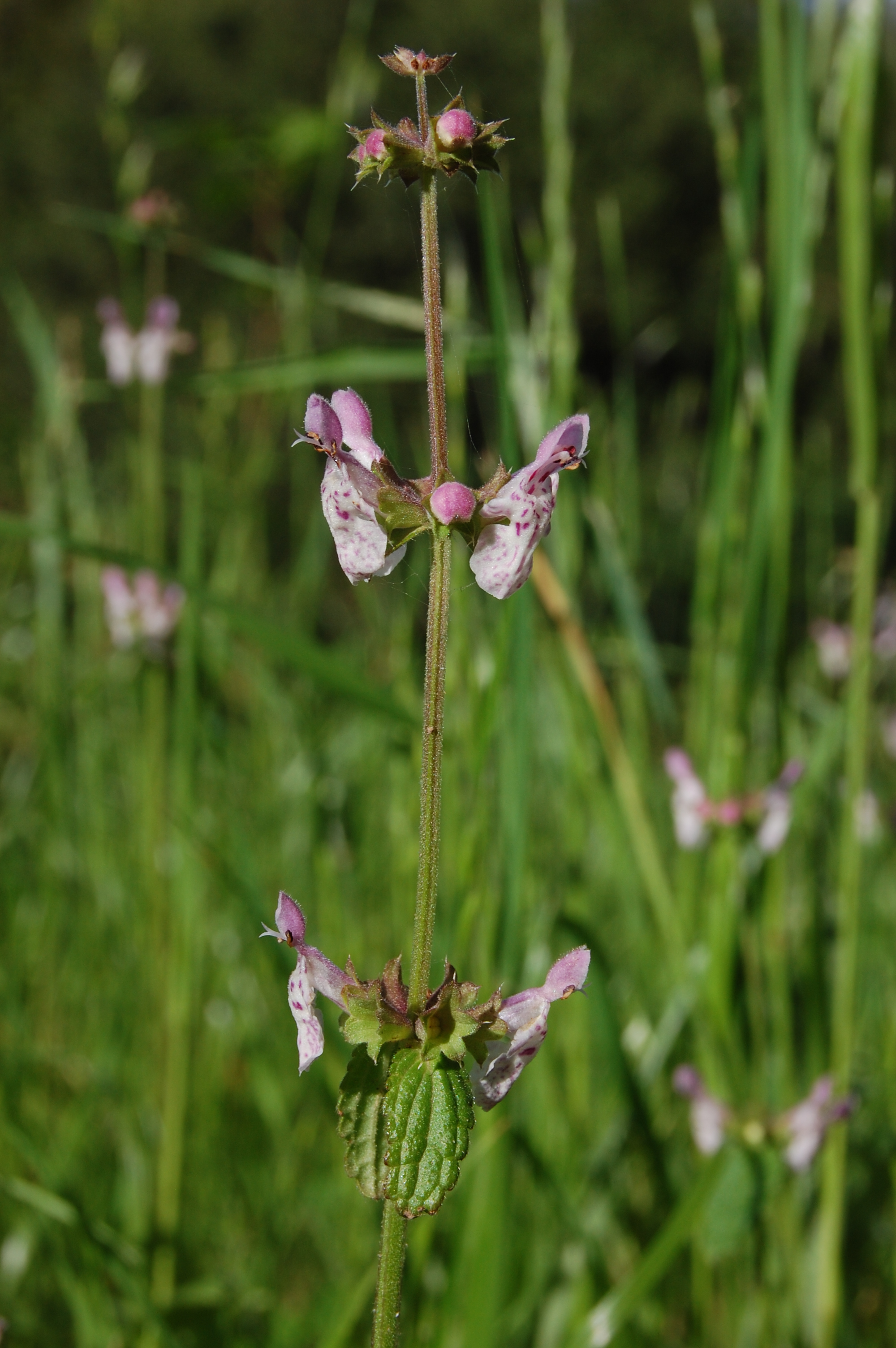
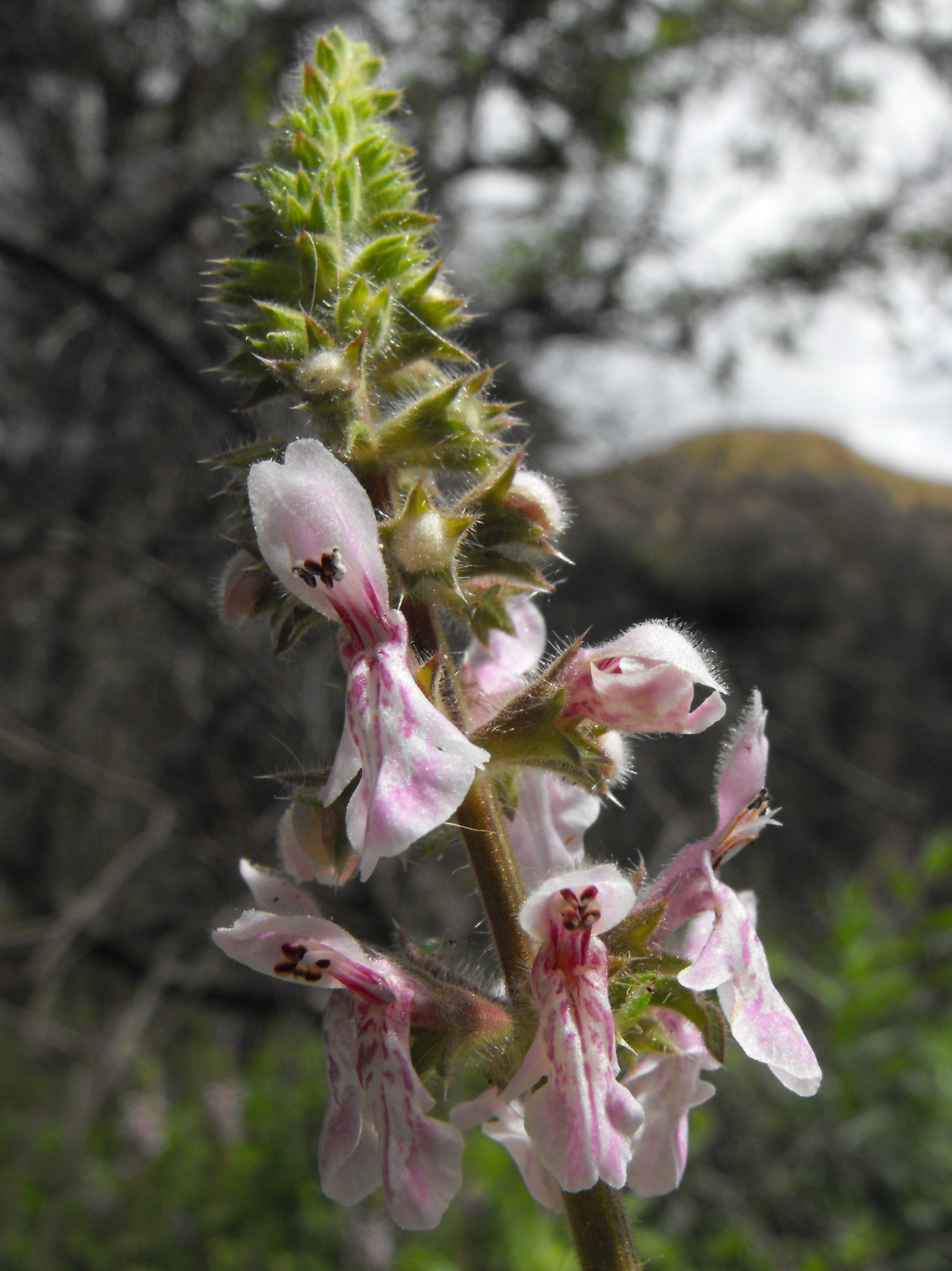